# Diego Bossio
Diego Luis Bossio (Tandil, 9 de setembro de 1979) é um economista e político argentino. Foi diretor executivo da National Social Security Administration de 2009 à 2015. Bossio também atuou na Deputado Nacional pela Província de Buenos Aires, de 2015 à 2019. 

## Carreira política
Foi nomeado diretor do escritório de Mendoza do Banco Hipotecário e, em 5 de janeiro de 2009, foi nomeado representante do governo no Conselho de Administração do banco, uma parceria público-privada . Após uma reformulação do gabinete em julho, Bossio sucedeu o diretor executivo da ANSES, Amado Boudou; Boudou foi nomeado Ministro da Economia. A esposa de Bossio havia trabalhado como assessora da senadora Cristina Fernández de Kirchner antes da eleição deste último como presidente da Argentina em 2007, e posteriormente foi nomeada diretora adjunta do SIGEN, a agência de controle federal. A nomeação de Bossio como diretor da ANSES, que controla quase um terço do orçamento nacional, provocou sua renúncia.
O mandato de Bossio na ANSES coincidiu com uma série de novas iniciativas significativas no departamento de seguro social. Ele supervisionou a implementação do Universal Childhood Entitlement, um programa que promove a vacinação e maior matrícula escolar entre os 30% das crianças que vivem na pobreza; bem como a Conectar Igualdad, que comprou 3 milhões de netbooks para alunos e professores do ensino médio; e uma iniciativa anunciada em abril de 2011 para incluir membros da ANSES no Conselho de Administração de todas as 42 empresas da Bolsa de Valores de Buenos Aires nas quais possui uma participação significativa. Os diretores das 15 empresas afetadas (27 já tinham conselheiro da ANSES) variaram em suas reações à iniciativa, do Banco Macro (que aceitou a mudança) à Siderar (que entrou em litígio com a ANSES).